# Prileszky Csilla
Prileszky Csilla (1939. április 17. – 1995. június 25.) tanár, műfordító.
A Felvidéken született nemesi családban. Középiskolai tanulmányait a Képzőművészeti Középiskolában végezte, majd 1958 és 1965 között az ELTE magyar-arab szakán tanult. Posztgraduális tanulmányai alatt 1964-1965-ben Egyiptomban a klasszikus arab és az egyiptomi nyelvet tanulmányozta. Ezután a Külföldi Ösztöndíjasok Kollégiumában tanított haláláig. Műfordításai mellett nyelvkönyveket írt magyarul tanuló külföldiek számára. Leghíresebb műfordítása a hét kötetben kiadott Az Ezeregyéjszaka meséi.

## Szerzőként
- Erdős József – Prileszky Csilla: Halló, itt Magyarország! Magyar nyelvkönyv külföldieknek Akadémiai Kiadó,

## Fordítások
- Ibn Battúta zarándokútja és vándorlásai. (1964) Boga István és Prileszky Csilla (ford.), Gondolat, Budapest.
- A kék szarvas. Perzsa, arab, török, héber mesék. (1964)  Móra Ferenc Könyvkiadó, Budapest
- Nagíb Mahfúz: Útvesztő. (1965) Európa Könyvkiadó, Budapest
- Taufiq al-Hakim: Egy vidéki vizsgálóbíró naplója. (1968) Európa Könyvkiadó, Budapest
- Guha a szószéken. Egyiptomi népmesék.  (1971) Európa Könyvkiadó, Budapest
- Ghasszán Kanafáni: Lángoló ég alatt. (1970) Európa Könyvkiadó, Budapest
- Wad Hámid pálmája. Mai arab elbeszélések. Európa Könyvkiadó, Budapest
- Kalila és Dimna, Klasszikus arab mesék. (1978) Európa Könyvkiadó, Budapest
- Négy mese az Ezeregyéjszakából. (1990) Helikon Kiadó, Budapest
- Az Ezeregyéjszaka meséi. Az eredeti arab szöveg első teljes magyar fordítása, I-VII.; ford. Prileszky Csilla, versford. Tótfalusi István, jegyz. Simon Róbert, kísérőtanulmányok Simon Róbert, Miklós Tamás; Atlantisz Könyvkiadó, Budapest., 1999-2000 ISBN 963 9165 12 3